# جي يو واي
جي يو واي (بالإنجليزية: G.U.Y.) واسمه الكامل فتاة تحت إمرتك (بالإنجليزية: Girl Under You) هي أغنية للمغنية الأمريكية ليدي غاغا من ألبومها الثالث آرتبوب، قامت بمشاركة تأليف وإنتاج الأغنية مع زيد، تكلمت ليدي غاغا غي هذه الأغنية عن الانجذاب الجنسي وتوجهاته الخضوع. مع رموز في الأغنية مثل الملاك الساقط ووجود الآلهة اليونانية والرومانية مثل فينوس. تم تصوير هذه الأغنية في قلعة هارست في لوس أنجلوس. لم تنجح هذه الأغنية كثيراً وحازت على عدة انتقادات، أقصى ما وصلت إليه هو حصولها على المركز الثالث في إيطاليا في حين وصلت إلى المركز 76 في بيلبورد هوت 100 ووصلت إلى المركز العاشر في بلغاريا واليونان.